# Lena Schöneborn
 Lena Schöneborn (Troisdorf, 11 de abril de 1986) é uma pentatleta alemã, campeã olímpica e mundial.

## Carreira
Inicialmente uma nadadora, sem qualquer contato anterior com a esgrima ou o hipismo, começou a disputar o pentatlo aos 14 anos e em 2005 tornou-se campeã mundial júnior da modalidade, profissionalizando-se em seguida. Em 2007, foi vice-campeã mundial individual e por equipes em Berlim e no ano seguinte campeã olímpica em Pequim 2008.
Depois de conquistar duas medalhas de bronze nos campeonatos mundiais de 2009 e 2010, não teve boa participação nos Jogos de Londres 2012, onde ficou apenas com o 15º lugar, mesmo sendo a primeira colocada do ranking mundial e a campeã europeia de 2011. Quatro vezes campeã mundial por equipes e revezamento entre 2005 e 2012, campeã europeia pela segunda vez em 2014, sagrou-se campeã mundial individual em 2015, aos 29 anos, disputando a prova em frente de seu próprio público, na cidade onde vive, Berlim, na Alemanha.
Competindo pela terceira vez em Jogos Olímpicos, na Rio 2016, ficou apenas na 31ª colocação – uma atrás da campeã olímpica que a sucedeu em Londres 2012, Laura Asadauskaitė – com um total de 1045 pontos. As duas não conseguiram marcar qualquer ponto no hipismo, depois que seus cavalos refugaram o salto por quatro vezes.